# Gustav Oßwald

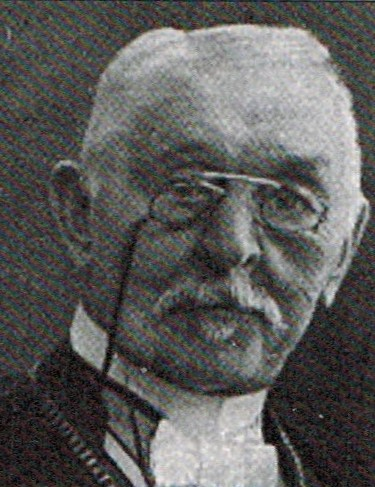
Gustav Oßwald

Gustav Oßwald (* 27. September 1836 in Altenburg, Herzogtum Sachsen-Altenburg; † 9. September 1914 ebenda) war ein deutscher Kommunalbeamter. Über 33 Jahre war er Oberbürgermeister seiner Heimatstadt.

## Leben
Ostern 1857 bestand er am Friedrichgymnasium (Altenburg) die Abiturprüfung. Er begann an der Universität Jena Rechtswissenschaft zu studieren. 1857 im Corps Franconia Jena recipiert, zeichnete er sich als Subsenior und zweimal als Senior aus. Er wechselte an die Universität Leipzig und wurde auch im Corps Misnia aktiv. Nach dem ersten Examen wurde er im Januar 1861 in Eisenberg (Thüringen) als Auditor verpflichtet. Nach weiterer Tätigkeit beim Altenburger Gerichtsamt wurde er 1864 zum Notar ernannt und an der Landesbank, in Schmölln, Ronneburg und Eisenberg weiterbeschäftigt. Er wurde am 18. Januar 1879 als zweiter Staatsanwalt beim Kriminalgericht und am 1. Oktober 1879 beim neu errichteten Landgericht Altenburg angestellt. Er wurde am 21. November 1880 zum Oberbürgermeister von Altenburg gewählt und am 3. Januar 1881 in sein Amt feierlich eingeführt. Beim 25-jährigen Amtsjubiläum bezeichnete er Fleiß, Sparsamkeit und besonnene Ruhe als die Hebel seiner ganzen Tätigkeit. Er initiierte den Bau der Altenburger Friedhofskapelle. Sie wurde nach sechsjähriger Bauzeit am 6. Juli 1897 eingeweiht.
Über 30 Jahre saß er als Abgeordneter in der Landschaft des Herzogtums Sachsen-Altenburg. Von 1892 bis zu seinem Tod war er Landschaftspräsident. Die letzte Landtagssitzung leitete er am 23. Dezember 1913. Wie alle früheren beendete er sie mit einem Hoch auf den Herzog. Im Monat seines 78. Geburtstages gestorben, wurde er am 13. September 1914 auf dem Städtischen Friedhof (Altenburg) in der Abt. 4 bei der Fürstengruft beigesetzt. Die Grabstelle ist beräumt und lässt sich nicht mehr genau lokalisieren. In Altenburg hieß die heutige Heinrich-Heine-Straße zuvor Oßwaldstraße.